# Physalospora abdita
Physalospora abdita är en lavart som först beskrevs av Berk. & M.A. Curtis, och fick sitt nu gällande namn av N.E. Stevens 1942. Physalospora abdita ingår i släktet Physalospora och familjen Hyponectriaceae.   Inga underarter finns listade i Catalogue of Life.